# Reunion (Black Sabbath)
Reunion è un album dal vivo dei Black Sabbath, pubblicato il 20 ottobre 1998 dalla Epic Records.

## Descrizione
L'album contiene la registrazione di due diversi concerti tenutisi dai Black Sabbath a Birmingham, città natale del gruppo, quando riunitisi in formazione originale. La prima formazione dei Black Sabbath si cominciò a dividere nel 1979, quando Ozzy Osbourne (voce) lasciò definitivamente il gruppo. Successivamente abbandonarono il gruppo anche Bill Ward (batteria) e Geezer Butler (basso), lasciando il solo Tony Iommi (chitarra) a portare avanti il nome del gruppo. Si riunirono in passato solo in occasione del Live Aid del 1985. Da allora in poi non suonarono più insieme fino alla "reunion" documentata in questo album.
Nell'album sono incluse anche due nuove tracce, le prime composte dalla formazione storica dalla prima uscita di Osbourne nel 1979, e le ultime registrate da Bill Ward con i Black Sabbath, registrate tra aprile e maggio 1998: Psycho Man e Selling My Soul.

## Tracce
CD1
1. War Pigs – 8:28
2. Behind the Wall of Sleep – 4:07
3. N.I.B. – 6:45
4. Fairies Wears Boots – 6:19
5. Electric Funeral – 5:02
6. Sweet Leaf – 5:07
7. Spiral Architect – 5:40
8. Into the Void – 6:32
9. Snowblind – 6:08

CD 2
1. Sabbath Bloody Sabbath – 4:43
2. Orchid/Lord of This World – 7:07
3. Dirty Women – 6:29
4. Black Sabbath – 7:07
5. Iron Man – 8:21
6. Children of the Grave – 6:30
7. Paranoid – 4:28
8. Psycho Man – 5:18
9. Selling My Soul – 3:10

## Formazione
- Ozzy Osbourne - voce e sintetizzatore in Dirty Women
- Tony Iommi - chitarra
- Geezer Butler - basso
- Bill Ward - batteria e voce nel brano Psycho Man